# Miguel Rômulo
Miguel Rômulo Peixoto Vita (Rio de Janeiro, 27 de abril de 1992) é um ator brasileiro. Conhecido pelos papéis Shiva em A Favorita e Felipe em Caras & Bocas.

## Biografia
Com 19 anos de Rede Globo, sua estreia na teledramaturgia aconteceu na novela Coração de Estudante (2002). Desde então, ele emendou um sucesso após o outro. Participou de Celebridade (2003), Senhora do Destino (2004) e Pé na Jaca (2006). Na última, ele fez Marquinhos, um menino que carregava o trauma de ter sido abandonado pelo pai. Com o papel de Shiva, no romance A Favorita, ganhou o prêmio de ator revelação nos Melhores do Ano de 2008. Já em 2013 interpretou Décio na novela vencedora do Emmy Internacional, Joia Rara. Em 2018, ele fez parte do elenco do belo romance Orgulho e Paixão, onde deu vida a Randolfo Vasconcelos e em Malhação-Vidas Brasileiras, como Marcos. Seu último trabalho em novelas aconteceu em 2019 onde se preparou para viver o maior desafio de sua carreira, na novela Verão 90  viveu Sabrina, uma Drag Queen. Tudo Bem No Natal Que Vem filme da Netflix, foi lançado em Dezembro de 2020 e é seu primeiro filme na plataforma de streaming.

## Vida pessoal
Miguel é Carioca da Zona Norte do Rio de Janeiro, filho de uma secretária e de um militar aposentado. Ele é o caçula de uma família de seis irmãos. Miguel namora a modelo Fran Castro desde 2019.

## Filmografia

### Televisão
| Ano  | Título                      | Personagem                           | Nota                                                    |
| ---- | --------------------------- | ------------------------------------ | ------------------------------------------------------- |
| 2002 | Coração de Estudante        | André                                |                                                         |
| 2003 | Celebridade                 | Sadi                                 |                                                         |
| 2004 | Senhora do Destino          | Reginaldo Ferreira da Silva (jovem)  | Episódios: "28–30 de junho"                             |
| 2005 | A História de Rosa          | Zeca (jovem)                         | Especial 40 anos Globo                                  |
| 2006 | Pé na Jaca                  | Marcos Lancelotti (Marquinhos)       |                                                         |
| 2008 | A Favorita                  | Shiva Lenin Costa                    |                                                         |
| 2009 | Caras & Bocas               | Felipe                               |                                                         |
| 2010 | TV Globinho                 | Apresentador                         |                                                         |
| 2011 | Cordel Encantado            | Cícero Bezerra                       |                                                         |
| 2012 | Amor Eterno Amor            | Bruno Gonçalves                      |                                                         |
| 2013 | A Grande Família            | Tuco (jovem)                         | Episódio: "De Volta Para o Passado"                     |
| 2013 | Joia Rara                   | Décio Passos                         |                                                         |
| 2014 | A Grande Família            | Tuco (jovem)                         | Episódios: "O Baile" e "Um Conto da Copa"               |
| 2016 | Êta Mundo Bom!              | Joaquim José Pereira Filho (Quincas) |                                                         |
| 2018 | Orgulho e Paixão            | Randolfo Vasconcellos                |                                                         |
| 2018 | Malhação: Vidas Brasileiras | Marcos Almeida (Marquinhos)          | Episódios: "2–30 de novembro"                           |
| 2019 | Verão 90                    | Sabrina                              |                                                         |
| 2024 | Renascer                    | Décio                                | Episódios: "16–20 de maio" / "19 de julho–12 de agosto" |
| 2025 | Êta Mundo Melhor!           | Joaquim José Pereira Filho (Quincas) | Participação Especial                                   |
| 2025 | O Século do Globo           | Egydio Squeff                        | Episódio: "1"                                           |
| 2026 | Dona Beja                   |                                      |                                                         |

### Cinema
| Ano  | Título                    | Personagem |
| ---- | ------------------------- | ---------- |
| 2007 | Os Porralokinhas          | Bena       |
| 2020 | Tudo Bem no Natal Que Vem | Leo        |

## Prêmios e Indicações
| Ano  | Festival                          | Categoria               | Nomeações          | Resultado | Ref.   |
| ---- | --------------------------------- | ----------------------- | ------------------ | --------- | ------ |
| 2005 | Prêmio Contigo! de TV             | Melhor Ator Infantil    | Senhora do Destino | Indicado  |        |
| 2008 | Melhores do Ano                   | Melhor Ator Revelação   | A Favorita         | Venceu    | [ 14 ] |
| 2008 | Prêmio UOL e PopTevê de Televisão | Melhor Ator Revelação   | A Favorita         | Venceu    | [ 15 ] |
| 2009 | Prêmio Contigo! de TV             | Melhor Ator Coadjuvante | Caras & Bocas      | Indicado  |        |